# 가고시마시 히라카와 동물공원
가고시마시 히라카와 동물공원(일본어: かごしまし ひらかわ どうぶつこうえん / 鹿児島市平川動物公園 가고시마시 히라카와 도우부츠코우엔[*])은 일본 가고시마현 가고시마시 히라카와정에 위치한 동물원으로, 1972년 개원한 이래 현재까지 운영되고 있다. 동쪽으로 고이노강이 흐른다.
1984년(쇼와 59년)에는 타마 동물원, 히가시야마 동식물원과 함께 일본 최초로 퀸즐랜드 코알라가 전시되기 시작했다.
천연기념물인 아마미검은토끼와 흑두루미, 류큐날여우박쥐 등 향토 특유의 동물 번식에도 성공하고 있다.

2009년도부터 2015년도까지 7년 계획으로 총 약 43억엔을 투입하여 생태 관찰 전시로 리뉴얼을 실시하였다.